# Swinomish törzs

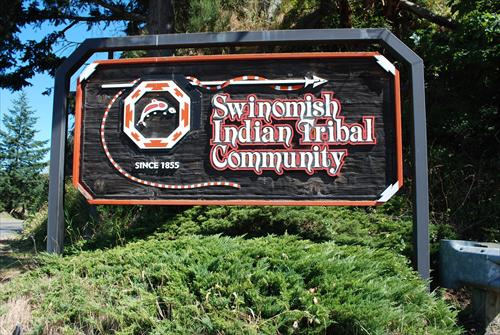
Jelzőtábla

A Swinomish törzs (hivatalos nevén a Swinomish Indiánok Törzsi Közössége) a swinomish, az alsó- és felső-skagit, a kikiallus, valamint a samish indiánokat tömörítő, szövetségileg elismert szervezet.

## Rezervátum
Az USA Washington államának Skagit megyéjében fekvő Swinomish rezervátum a Point Elliot-i egyezmény 1855-ös aláírásával jött létre. A 39 km2 alapterületű rezervátumban a 2010. évi népszámláláskor 3010-en éltek, közülük 681-en indián származásúak.

## Közigazgatás
A törzs alkotmányát és rendeleteit 1936-ban, az Indian Reorganization Act kihirdetésekor fogadták el. A kormányzati feladatokat ellátó szenátusnak 11 tagja van.
A törzs által fenntartott egészségügyi intézmény La Connerben található.

## Beszélt nyelvek
A törzs tagjai leginkább angol nyelven beszélnek, azonban az idősebbek közül néhányan még ismerik a swinomish (más néven skagit) és samish nyelveket, amelyek a közép-szalis nyelvcsaládhoz tartoznak.

## Gazdaság
A törzs kaszinót, golfpályát, lakókocsiparkot, benzinkutat, üzleteket és egy halfeldolgozót is fenntart.

## Fordítás
- Ez a szócikk részben vagy egészben  a   Swinomish Indians of the Swinomish Reservation of Washington című angol Wikipédia-szócikk ezen változatának fordításán alapul.  Az eredeti cikk szerkesztőit annak laptörténete sorolja fel. Ez a jelzés csupán a megfogalmazás eredetét és a szerzői jogokat jelzi, nem szolgál a cikkben szereplő információk forrásmegjelöléseként.